# Михаил Хилков
Княз Михаил Иванович Хилков е руски държавен деец, железничар, предприемач, министър на железопътния транспорт (1895 – 1905), член на Държавния съвет, служил за кратко като министър в Княжество България.
Хилков е потомствен дворянин от Тверска губерния, с потекло от основателя на Киевска Рус княз Рюрик. Баща му е хусарски офицер с успешна военна кариера и значително състояние. Младият Хилков получава образование в училище за дворянски деца в столицата Петербург. След завършването му, между 1853 и 1857 година, е младши офицер в гвардейски егерски полк. Изоставя военната кариера със звание щабскапитан и преминава на служба в министерството на външните работи, но и там не се задържа дълго.
След отмяната на крепостното право (1861) Хилков раздава по-голямата част от имуществото си на освободените селяни. През 1864 г. заминава за Северна Америка, където взема участие в прокарването на Трансконтиненталната железопътна линия. За 4 години се издига от обикновен работник през машинист и старши машинист до завеждащ служба за подвижния състав. Напуска Америка, за да се пресели в Ливърпул, където работи като шлосер в завод за парни локомотиви.
Хилков се завръща в Русия през 1868 г. Близо 10 години работи като началник на железопътни участъци в европейската част на империята. По време на руско-турската война от 1877 – 1878 година работи на санитарен влак като пълномощник на „Червения кръст“. През 1880 – 1882 г. се заема със строежа на железопътна линия през пустинята до Кизил Арват, което способства за покоряването на Туркменистан от Русия.
Повикан в България, от март до септември 1883 г. Хилков ръководи Министерството на обществените сгради, земеделието и търговията, на което се възлагат предстоящите големи железопътни строежи в Княжеството. Напуска поста скоро след падането на кабинета Соболев.
След престоя си в България Хилков отново работи за изграждането на железопътната мрежа в Централна Азия. По-късно е регионален директор на няколко железопътни линии в Европейска Русия. През 1894 г. става главен инспектор на руските железници, а от януари 1895 г. оглавява руското министерство на железопътния транспорт. Остава на поста до революцията от 1905 г. През този период общата дължина на железопътните линии на Русия нараства почти двойно, до 60 000 km.